# Revuelta de Jeroboam
La revuelta de Jeroboam (en  hebreo: יִפְשְׁעוּ יִשְׂרָאֵל בְּבֵית דָּוִד, en  moderno: Yifš'u Yisraʾel B'veit Dāvíd, y en  tiberiano: Yip̄š'ú Yiśrāʾēl Bəḇēiṯ Dāwîḏ, «revuelta de Israel contra la Casa de David»), fue una insurrección armada contra Roboam, rey de la  Monarquía Unida de Israel, y posteriormente del Reino de Judá, liderada por Jeroboam a finales del siglo X a. C., según el Primer Libro de los Reyes y el  Segundo Libro de las Crónicas de la Biblia hebrea. El conflicto, que se refiere a la independencia del Reino de Samaria y la posterior guerra civil durante el gobierno de Jeroboam, comenzó poco después de la muerte de Salomón y duró hasta la Batalla del monte Zemaraim. El conflicto comenzó debido al descontento bajo el gobierno del sucesor de Salomón, su hijo Roboam, y se libró con el objetivo de separarse de la Monarquía Unida de Israel. Aunque este objetivo se logró muy pronto en el conflicto, la guerra continuó durante todo el reinado de Roboam y hasta bien entrado el reinado de su hijo,  Abías, que derrotó a los ejércitos de Jeroboam pero no consiguió reunificar los reinos.
Jeroboam había huido a Egipto décadas antes de la guerra después de que Salomón intentara matarlo tras las profecías de Yahvé (1 Reyes 11:9-13) y Ahías (1 Reyes 11:29-39) de que Dios quería que Jeroboam gobernara sobre diez de las doce tribus de Israel, y vivió bajo la protección del faraón Sisac, probablemente Sheshonq I. Tras la noticia de la muerte de Salomón en el año 931 a. C., Jeroboam se aventuró a volver a los reinos de Israel, ahora bajo el gobierno del hijo de Salomón, Roboam. El gobierno de Roboam había sido comparativamente menos apreciado que el de su padre, ya que se le había aconsejado que no mostrara ninguna debilidad ante el pueblo, y que le cobrara aún más impuestos. Jeroboam, como parte de una delegación, se presentó ante Roboam y le solicitó un tope en los impuestos, que Roboam rechazó. Tras el rechazo, diez de las tribus retiraron su lealtad a la casa de David y proclamaron a Jeroboam como su rey, formando Samaria. Sólo las tribus de  Judá y  Benjamín permanecieron leales a Roboam en el nuevo reino de Judá.
La batalla del monte Zemaraim, en el año 913 a. C., fue la derrota final de Jeroboam  ya que los ejércitos de Abijam, hijo de Roboam, mataron a medio millón de soldados de Jeroboam y capturaron los importantes centros samaritanos de Betel,  Jeshana y Efrón, con sus aldeas circundantes. A pesar de derrotar a las fuerzas separatistas de las diez tribus rebeldes, los reinos de Judá y Samaria no lograron reunificarse tras el final de la guerra, y permanecieron cada vez más divididos hasta ser destruidos por invasores en 586 a. C. y 720 a. C. respectivamente.

## Narrativa bíblica
Jeroboam era hijo de Nebat, miembro de la tribu de Efraín de Zareda. Su madre, llamada Zeruah (צרוע "lepra") era viuda. Tuvo al menos dos hijos: Abías y Nadab, este último le sucedió en el trono de Samaria. Siendo aún joven, el rey Salomón lo nombró superintendente de los miembros de su tribu en la construcción de la fortaleza Millo en Jerusalén y de otras obras públicas. El reinado de Salomón se caracterizó por proyectos extravagantes que demostraban la riqueza de la familia real, lo que provocó un descontento generalizado entre el pueblo del que Jeroboam se hizo naturalmente conocedor. Al parecer, Salomón se vio influido por la profecía que le hizo Dios de que su reino sería dividido debido a sus prácticas idólatras y que las diez tribus del norte serían entregadas a su siervo, de la que se hizo eco la palabra de Dios a través del profeta Ahías al siervo de Salomón, Jereboam, y trató de matar a Jeroboam, que huyó a Egipto, donde permaneció bajo la protección del faraón Sisac hasta la muerte de Salomón. Tras este suceso, regresó y participó en una delegación enviada para pedir al nuevo rey Roboam que redujera los impuestos. Después de que Roboam rechazara su petición, diez de las tribus retiraron su lealtad a la casa de David, cumpliendo así las profecías.
Jeroboam viajó al norte y reconstruyó y fortificó Siquem como capital del reino del norte. Temiendo que las peregrinaciones al Templo de Jerusalén prescritas por la Torá pudieran ser una ocasión para que su pueblo volviera a su antigua lealtad, construyó dos templos estatales con becerros de oro, uno en Betel y otro en Dan. Aunque fue criticado por sus actividades heréticas, la adoración de becerros no era algo nuevo en el ritual israelita, sino una reintroducción de un ritual anterior. Betel y Dan eran lugares de culto ya establecidos. Jeroboam se dedicaba a ofrecer incienso en Betel, cuando un "hombre de Dios" le advirtió que nacería un hijo llamado Josías en la casa de David que destruiría el altar.
Cuatro años más tarde, 174-175 el antiguo compatriota de Jeroboam, el faraón Sisac, invadió Jerusalén, al frente de un ejército de 60 000 jinetes y 1200 carros, para ayudar a Jeroboam. Según Josefo, su ejército no encontró resistencia durante toda la campaña, tomando las ciudades más fortificadas de Roboam "sin luchar". Finalmente, conquistó Jerusalén sin resistencia, porque "Roboam tenía miedo". Las fuerzas de Sisac despojaron a la ciudad, incluido el Templo de Jerusalén, del oro de Salomón, que más tarde fue sustituido por latón fabricado por Roboam.
En el decimoctavo año del reinado de Jeroboam, Abijam, hijo de Roboam, se convirtió en rey de Judá. Durante su corto reinado de tres años, Abijam hizo todo lo posible para volver a poner el Reino de Israel bajo su control. Libró una gran batalla contra Jeroboam en el monte Zemaraim, en las montañas de Efraín, con una fuerza de 400 000 personas, y Jeroboam con 800 000. Abijam se dirigió a los ejércitos de Israel, instándoles a que se sometieran y dejaran que el Reino de Israel volviera a estar completo, pero su petición cayó en saco roto. Abijam entonces reunió a sus propias tropas con una frase que desde entonces se ha hecho famosa: «Dios está con nosotros como nuestro líder». Sus guerreros de élite se defendieron de un movimiento de pinzas para derrotar a las tropas de Jeroboam, matando a 500 000 de ellas, al tiempo que se anexionaban las ciudades de Betel, Jeshanah y Ephron, y sus aldeas circundantes.
Jeroboam quedó paralizado por esta severa derrota ante Abijam y apenas supuso una amenaza para el Reino de Judá durante el resto de su reinado. Abijam murió dos años después, y Jeroboam murió aproximadamente un año después.

## Historicidad
La cuestión de "probar" que la revuelta ocurrió realmente es difícil. No hay pruebas ni refutaciones definitivas de una guerra de sucesión en el seno de la sociedad israelita, y aunque la existencia de una verdadera "monarquía unida" de Israel es considerada dudosa por la mayoría de los historiadores modernos, no ha dado lugar a una teoría concreta sobre los orígenes históricos de los reinos independientes de Samaria y Judá. La cuestión de la historicidad de la monarquía unida de Israel es fundamental para determinar la historicidad de la revuelta de Jeroboam: si no había un estado unificado, no podría haber habido un conflicto de sucesión. La posición minimalista es que los reinos de Samaria y Judá se desarrollaron independientemente uno del otro, y que la narración de una monarquía israelita unida y su posterior ruptura es una invención de escritores posteriores, hecha para apoyar las agendas políticas contemporáneas, que finalmente se codificó en los textos sagrados de Israel durante el exilio babilónico. Sin embargo, esta teoría se ve cuestionada. La estela de Tel Dan demuestra que la Casa de David era realmente una dinastía histórica, y no una invención literaria posterior como habían postulado algunos estudiosos. Además, Rainer Albertz ha analizado algunos textos bíblicos utilizando la crítica de las fuentes y encuentra tradiciones que se originaron tanto en el reino norteño de Israel (por lo tanto, en el siglo VIII a. C. o antes) como en el reino sureño de Judá, los cuales remontan los orígenes de sus propios reinos a una división en un reino anterior.
Las excavaciones en Khirbet Qeiyafa y Gath demuestran que las civilizaciones urbanas a gran escala eran más que posibles en Judea durante la época de la Monarquía Unida, pero, no obstante, siguen sin demostrar que tal entidad existiera realmente. Más aún, por otro lado, la supuesta capital empírica de Jerusalén muestra pocos signos de tal poder político durante esta época. Como vía intermedia, algunos aceptan la posición de Israel Finkelstein y Neil Silberman, autores de The Bible Unearthed, quienes afirman que, aunque David y Salomón pueden estar basados en "ciertos núcleos históricos", su reino simplemente no pudo ser el gran, centralizado y opulento imperio israelita del texto bíblico, basándose en las pruebas de que disponemos en la actualidad.
Aun así, la existencia de la revuelta no carece de apoyo. La cuestión de la exactitud del texto bíblico a la hora de describir la riqueza y el tamaño de la monarquía es, posiblemente, una cuestión distinta a la de si existió o no un reino unificado. Partiendo del supuesto de la escuela Albright de arqueología bíblica, es decir, ni maximalista ni minimalista, la idea de que el Tanaj puede presentar acontecimientos con una base histórica genuina pero con un considerable embellecimiento puede aplicarse muy bien a la narración de la Monarquía Unida y su colapso. La importancia de Khirbet Qeiyafa, un asentamiento urbano ampliamente desarrollado que existió siglos antes de que la mayoría de los arqueólogos bíblicos afirmen que Judá pudo haber sostenido una sociedad urbana, no pasa desapercibida para los estudiosos. Amélie Kuhrt, aunque reconoce una falta general de pruebas materiales que indiquen explícitamente una monarquía unida, concluye que frente a esto hay que situar las pruebas de un desarrollo y un crecimiento sustanciales en varios yacimientos, que es plausible que estén relacionados con el siglo X. Kenneth Kitchen llega a una conclusión similar, argumentando que la arqueología física de la Canaán del siglo X es coherente con la existencia anterior de un estado unificado en su terreno. Además, los niveles IX y X de Tell Balata, también conocida como Siquem, la primera capital de Jeroboam, muestran que la ciudad fue repentinamente reformada durante el período de tiempo en que se cree que reinó Jeroboam, circunstancias que Edward F. Campbell Jr. calificó de evidencia tangible de la reconstrucción de Jeroboam I (1 R. 12:25) y de la vuelta al estatus de ciudad.
El faraón Sishak se ha identificado históricamente con Shoshenq I. Se han descubierto muchas inscripciones que omiten el glifo n del nombre del faraón, sin embargo, los errores de copia y ortografía de los nombres faraónicos no son en absoluto infrecuentes en las fuentes jeroglíficas. El Portal Bubastita, un relieve descubierto en Karnak, en el Alto Egipto, y relieves similares en las paredes de un pequeño templo de Amón en el-Hibeh, muestran a Shoshenq I sosteniendo en su mano a un grupo de prisioneros atados. Los nombres de las ciudades capturadas se sitúan principalmente en el territorio del Reino de Israel (incluida Meguido), con unos pocos listados en el Negueb, y quizás en Filistea. Algunas de ellas incluyen algunas de las ciudades que Roboam había fortificado según las Crónicas.
En general, se cree que el portal registra una campaña histórica de Seshonq I en Judá, pero no menciona el saqueo de Jerusalén, ni a Roboam o Jeroboam. Se han propuesto varias explicaciones de esta omisión de Jerusalén: su nombre puede haber sido borrado, la lista puede haber sido copiada de una lista de conquistas de un faraón más antiguo, o el rescate de la ciudad por parte de Roboam (como se describe en el Libro de las Crónicas) habría salvado su inclusión en la lista.
También hay algunas incoherencias en las fechas de algunos acontecimientos. Los calendarios para contar los años de los reyes en Judá e Israel estaban desfasados en seis meses, el de Judá comenzando en Tishrei y el de Israel en Nisan. Por lo tanto, las sincronizaciones cruzadas entre los dos reinos a menudo permiten reducir las fechas de inicio y/o finalización de un rey a un rango de seis meses. En el caso de Abijam, los datos de las escrituras permiten acotar su llegada a algún momento entre el 1 de Nisan del 914 a. C. y el día anterior al 1 de Tishri de ese año. A efectos de cálculo, esto debe tomarse como el año de Judea que comienza en Tishri de 915/914 a. C., o más simplemente 915 a. C. Su muerte ocurrió en algún momento entre el 1 de Tishri del 912 a. C. y el 1 de Nisan del 911 a. C., es decir, en el 912 (912/911) a. C. Estas fechas son un año anteriores a las dadas en la tercera edición de Mysterious Numbers of the Hebrew Kings de E. R. Thiele, corrigiendo así una consistencia interna que Thiele nunca resolvió; la cronología de Thiele para los primeros reyes de Judá contenía una inconsistencia interna que los estudiosos posteriores corrigieron fechando a estos reyes un año antes, por lo que las fechas de Abijam se toman como 915/914 a 912/911 a. C. en el presente. Además, Thiele produjo 931/930 a. C. para la división del reino al trabajar hacia atrás desde la batalla de Qarqar en 853 a. C. Sin embargo, según cronólogos más recientes como Gershon Galil y Kenneth Kitchen, los valores son 931 a. C. para el comienzo de la corregencia y 915/914 a. C. para la muerte de Roboam.